# Lavelanet-de-Comminges
Lavelanet-de-Comminges (em occitano:  L'Avereit de Comenge) é uma comuna francesa na região administrativa da Occitânia, no departamento do Alto Garona. Estende-se por uma área de 13.54 km², com 620 habitantes, segundo o censo de 2018, com uma densidade de 46 hab/km².